# Modřín americký
Modřín americký (Larix laricina) je jehličnatý, opadavý strom rostoucí v převážné části Aljašky, pevninské Kanady a v severních příhraničních oblastech Spojených států amerických od Velkých jezer po Atlantik. Je severoamerický původní druh a podle Mezinárodního svazu ochrany přírody (IUCN) je považován za málo dotčený taxon (LC). Tato dřevina velmi dobře odolává chladnému počasí, roste na dalekém severu až na hranici s tundrou.

## Ekologie
Fanerofyt nížinných boreálních a subarktických lesů hlavně v Kanadě a na Aljašce, kde neroste výše než 520 m n. m. Naopak na severovýchodě Spojených států vystupuje až do nadmořské výšky 1220 m. Roste na různých kyselých, přemokřených půdách, nejlépe mu svědčí rašelinné půdy v blízkosti bažin a močálů, případně na březích vodních toků a jezer. Snáší vysokou hladinu podzemní vody i pravidelné krátkodobé záplavy, na vyloženě suchých místech hyne. Na klima není náročný, vydrží průměrně chladné, vlhké přímořské podnebí na východním pobřeží Atlantiku i extrémně chladné, suché počasí kontinentálního charakteru ve středu Kanady, má však rád slunná místa. Vyskytuje se na arktické stromové linii po okraji tundry, kde stromy jsou v těchto nejsevernějších oblastech menšího vzrůstu než v jižních, bývají vysoké jen okolo 16 m. V jeho širokém areálu se průměrné lednové teploty pohybují od -30 °C do -1 °C a červenci od 13 °C do 24 °C. Je odolný mrazu, nejnižší zaznamenané teploty v místech výskytu jsou v rozmezí od -29 °C po -62 °C, nejvyšší teploty byly od 29 °C po 43 °C. Průměrné roční srážky bývají 180 mm na Aljašce a 1400 mm na východě Kanady. Také množství napadeného sněhu je výrazně rozdílné, od 100 cm na severozápadě Kanady po 510 cm na východě Kanady. Průměrná doba bez mrazu se pohybuje od 75 dnů ve vnitrozemí Aljašky po 180 dnů podél jihovýchodní hranice výskytu.
Za příznivých klimatických podmínek je modřín americký nejrychleji rostoucím severoamerickým jehličnatým stromem. Dřevo osamoceně rostoucích stromů obsahuje mnohem více pryskyřice než ze stromů rostoucích v lese, je více odolné proti hnilobě, ale méně vhodné pro výrobu buničiny. Nejvyšší známý jedinec roste v Marylandu, v roce 1996 byl vysoký 33 m, výčetní tloušťku měl 110 cm a jeho koruna měla průměr 14 m. Nejstarší doložený dožitý věk této dřeviny je 371 roků, průměrný maximální věk se udává 150 až 180 let.
Vyskytuje se jak v lokálně jednodruhových porostech, tak i ve smíšených lesích, které s ním nejčastěji vytvářejí borovice Banksova, jedle balzámová, smrk černý, smrk sivý, zerav západní a na narušeném prostoru i listnaté stromy bříza papírovitá, bříza žlutá, topol osika nebo topol balzámový. Keřovitý podrost pod ním bývá dobře vyvinout, hlavně zde rostou rozličné vřesovcovité rostliny. Je často prvním jehličnatým stromem objevujícím se na vypálených plochách boreálního lesa bezprostředně po požáru. Sám je pro své plytké kořeny dost náchylný na poškozené ohněm. Počet jeho chromozomů 2n = 24 a stupeň ploidie x = 2.

## Popis
Modřín americký je opadavý, jednodomý strom vysoký až 20 m s přímým kmenem tlustým až 60 cm a s úzkou korunou, ve které větve v nepravidelných přeslenech rostou horizontálně až mírně vystoupavě a poměrně řídce. Koření mělce, plošně rozložené kořeny bývají v hloubce pouhých 30 až 60 cm. Kůra stromu je zprvu šedá a hladká, později ztmavne na červenavě hnědou a stane se šupinatou, pupeny jsou tmavočervené a lysé. Dlouhé letorosty jsou oranžově hnědé, lysé a jsou střídavě porostlé jednotlivými jehlicemi, na krátkých brachyblastech jsou jehlice ve svazečcích po 30 až 50. Jehlice dlouhé 1 až 3 cm a široké 0,5 cm jsou měkké, tenké, ploché, mají dva pryskyřičné kanálky, naspodu jsou kýlnaté a svrchu oblé, oboustranně jsou světle modrozelené a na podzim se před opadem zabarvují jasně žlutě.
Samčí šištice rostou osamělé na jedno až dvouletých větvích, jsou kulovité, žluté a po vyprášení pylu opadají. Samičí šištice jsou válcovité, 1 až 2 cm dlouhé a 0,5 až 1 cm široké, rostou jednotlivě a mají zakřivené stopky 3 mm dlouhé nebo jsou přisedlé a mívají 10 až 35 semenných šupin, plodolistů, zprvu jsou tmavě červené až fialové a později žlutě hnědé, ve zralosti mají barvu tmavě hnědou a vyrůstají na větvích dvou až čtyřletých, někdy i starších.
Tato dřevina je cizosprašná, větrosnubná a pyl je z pylotvorných váčků samčích šištic na vajíčka plodolistů samičích šištic přenášen větrem. Doba dozrávání pylu nastává v závislosti na zeměpisné šířce a poloze stanoviště, nejčastěji bývá v dubnu a květnu. 

## Rozmnožování
Stromy začínají produkovat prvá semena ve věku okolo 15 let, větší množství až od 40 či 75 roků. Statný strom od 50 až 150 let může v plodném roce vyprodukovat až 20 000 šišek obsahujících více než 300 000 semen, takový plodný rok se opakuje v intervalech zhruba od 3 do 6 roků. Semena dozrávají ihned v prvém roce, asi za čtyři až šest měsíců po opylení. Semena jsou velká asi 3 mm a mají světlá, kaštanově hnědá křídla 6 mm velká. Přestože jsou velmi lehká, do 1 kg se jich vejde asi 550 000, nedostávají se většinou od mateřského stromu do větší vzdálenosti, než je dvojnásobek jeho výšky. Průměrná životnost semen uskladněných v suchu bývá asi čtyři roky.
Začínají klíčit při teplotě přibližně 12 °C a intenzita stoupá se zvyšováním teploty. Semena vysetá na jaře nemusí projít zimní stratifikaci, vyklíčí i z povrchu půdy. Při klíčení semeno vypouští čtyři až šest děložních lístků, klíčí epigeicky a kotyledony vystupují nad zem. Až polovina dozrálých semen bývá sežrána ptáky nebo hlodavci a zbytek přeživších v raném stadiu klíčení silně poškodí houby a bakterie.
Největším škůdcem stromů je pilatka Pristiphora erichsonii, pouzdrovníček Coleophora laricella, sviluška Oligonychus ununguis a obaleč Choristoneura fumiferana, kteří způsobují velkou úmrtnost stromů poškozováním jehličí. Mezi závažné škůdce škodící dřevu patří lýkohub Dendroctonus simplex a klikoroh Hylobius warreni. Semena v šiškách poškozují zavíječ Dioryctria reniculelloides a krásenka Megastigmus laricis. Spousta mladých semenáčů je přes zimní období, v době nedostatku jiné stravy, okousána zajíci, kůru z těch větších zase ohryzávají jeleni a losi.

## Význam
Dřevo je trvanlivé, pevné, obsahuje hojně pryskyřice a odolává vůči hnilobě, používá se proto na různé pilíře, sloupy, železniční pražce, stavějí se z něj dřevostavby. Dříve sloužilo pro výrobu malých lodí, vyráběly se z něj saně pro psí spřežení, tanin z kůry sloužíval k barvení kůží. Mimo místního použití na hrubé řezivo pro stavební konstrukce se v současnosti z něho dělá hlavně buničina pro výrobu papíru. Přes jeho rychlý růst a nenáročnost na přírodní podmínky je o něj malý komerční zájem, většinou roste v těžko dostupných místech, dřevo bývá poškozováno hmyzem či houbovými chorobami a stromy jsou často z důvodů plytkého kořenění oběťmi silných větrů a jsou pak vhodné pouze na palivo.